# Exposed to Love
"Exposed to Love" é um single lançado pelo grupo de dance-pop, freestyle Exposé em 1985. É o segundo single do grupo original após "Point of No Return", com Alé Lorenzo cantando os vocais principais. A versão original foi incluida no álbum Exposure. Ann Curless, membro do grupo atual, canta os vocais principais em performances ao vivo.

## Faixas
E.U.A. 7" Single
| N.º | Título                           | Duração |  |
| 1.  | "Exposed to Love"                | 3:20    |  |
| 2.  | "Exposed to Love" (Instrumental) | 3:20    |  |

E.U.A. 12" Single
| N.º | Título                      | Duração |  |
| 1.  | "Exposed to Love"           | 6:10    |  |
| 2.  | "Exposed to Love" (Dub Mix) | 6:40    |  |

## Posições nas paradas musicais
| Parada musical (1985)                               | Melhor posição |
| --------------------------------------------------- | -------------- |
| Estados Unidos - Hot Dance Music/Club Play          | 12             |
| Estados Unidos - Hot Dance Music/Maxi-Singles Sales | 19             |